# Kivenkantaja
Kivenkantaja ("Portador de la piedra") es el tercer álbum de la banda de metal pagano finlandesa Moonsorrow. Fue publicado el 10 de marzo de 2003 a través de Spinefarm Records.

## Listado de canciones
| N.º | Título                                                                                  | Duración |  |
| 1.  | «Raunioilla» ("En las ruinas")                                                          | 13:36    |  |
| 2.  | «Unohduksen lapsi» ("Hijo del olvido")                                                  | 8:17     |  |
| 3.  | «Jumalten kaupunki/Tuhatvuotinen perintö» ("Ciudad de los dioses/Mil años de herencia") | 10:42    |  |
| 4.  | «Kivenkantaja» ("Portador de la piedra")                                                | 7:39     |  |
| 5.  | «Tuulen tytär/Soturin tie» ("Hija del viento/Camino del guerrero")                      | 8:36     |  |
| 6.  | «Matkan lopussa» ("Al final de la jornada")                                             | 4:54     |  |

## Formación
- Mitja Harvilahti - guitarras, coros.
- Henri Sorvali - guitarras, coros y voces, teclados, arcodeón, arpa de boca.
- Lord Eurén - teclados, coros, sintetizador.
- Ville Seponpoika Sorvali - bajo, voz principal y coros.
- Marko Tarvonen - batería, coros, guitarras

### Invitados
- Stefan Lejon - coro
- Janne Perttilä - coro
- Hittavainen - violín
- Petra Lindberg - voces